# Биспури, Лаура
Лаура Биспури (итал. Laura Bispuri; род. 1977, Рим, Италия) — итальянский кинорежиссёр и сценарист.

## Биография
Лаура Биспури родилась в 1977 году в Риме, Италия. Изучала актёрское искусство в Римском университете ла Сапьенца, получив степень магистра искусств.
В 2010 году фильм Биспури «Течение времени» был отмечен итальянской национальной кинопремии «Давид ди Донателло» как лучший короткометражный фильм. По другую короткометражку, «Biondina» (2010), Лаура получила премию Итальянского национального синдиката киножурналистов «Серебряная лента» как «Лучший новый талант».
В 2015 году Лаура Биспури дебютировала полнометражным фильмом «Клятвенное девственница» с Альбой Рорвахер в главной роли. Лента была отобрана для участия в конкурсе 65-го Берлинского международного кинофестиваля и приняла участие в ряде других международных кинофорумов, одержав там несколько наград.
Второй полнометражный фильм Лауры Биспури «Дочь моя» (2018) с участием Валерии Голино и Альбы Рорвахер был отобран для участия в конкурсной программе 68-го Берлинского МКФ 2018 года.